# Трайфл

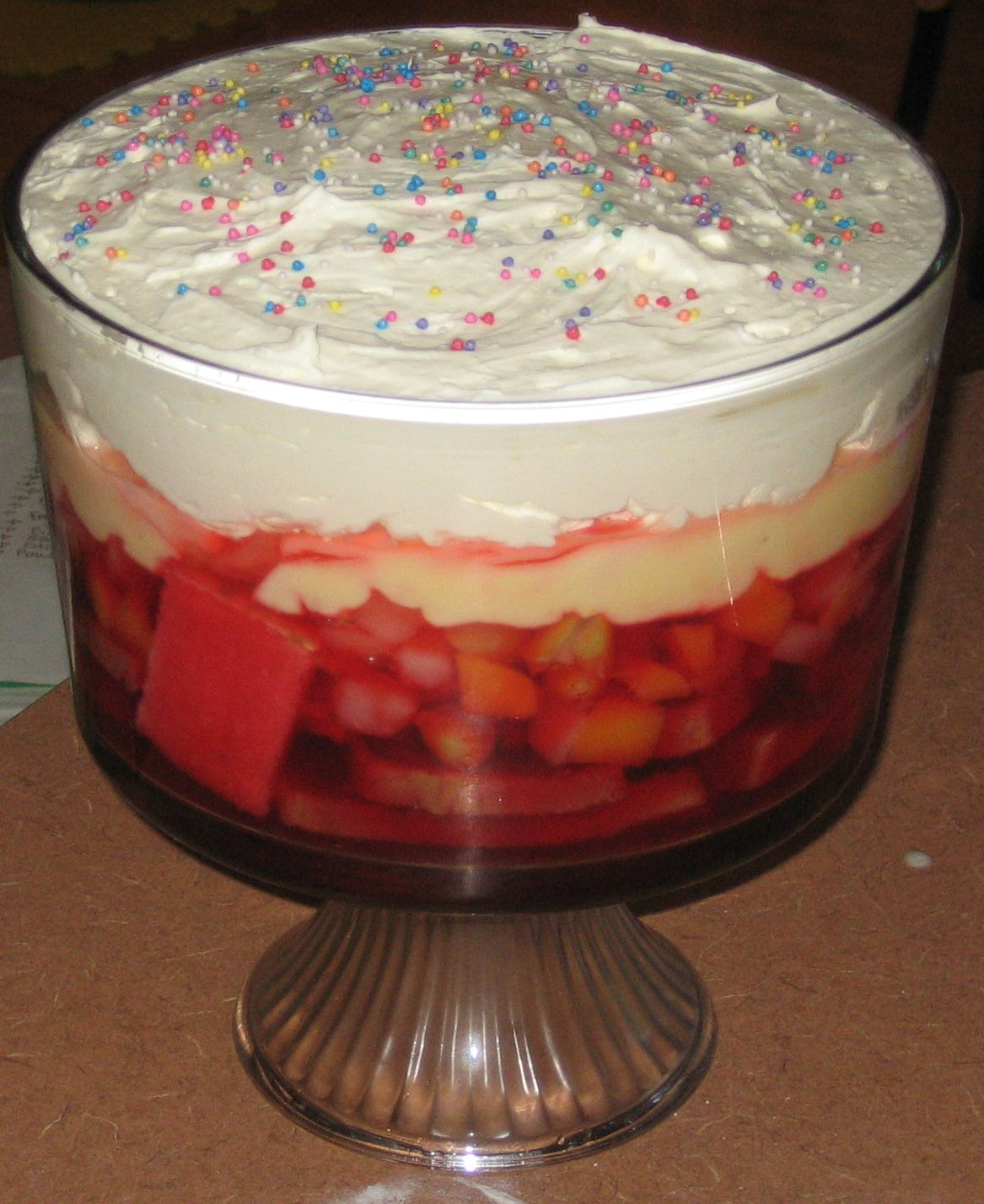

Трайфл (англ. trifle) — блюдо английской кухни, представляющее собой десерт из бисквитного теста (часто смоченного хересом или вином) с заварным кремом (часто затвердевшим), фруктовым соком или желе и взбитыми сливками. Перечисленные ингредиенты, как правило, расположены в трайфле послойно.
В самом раннем сохранившемся рецепте трайфла, датированном 1596 годом, он представляет собой густой крем, приправленный сахаром, имбирём и розовой водой. В рецепте, опубликованном спустя шестьдесят лет, в число ингредиентов добавлены яйца, а сам крем предписывается помещать на тесто, смоченное алкоголем. Самые ранние упоминания о желе как ингредиенте трайфла датируются 1747 годом.
Помимо Англии, трайфл распространён в Шотландии и США; существует несколько региональных разновидностей данного десерта.
В Италии десерт, похожий на трайфл, известен как zuppa inglese, буквально переводится как «английский суп».